# 澳大利亚平方千米阵探路者
澳大利亚平方千米阵探路者（英語：Australian Square Kilometre Array Pathfinder，缩写为ASKAP）是位于澳大利亚默奇森射电天文台的一座射电望远镜阵列。